# Каменица (Димитровград)
Каменица је насеље у Србији у општини Димитровград у Пиротском округу. Према попису из 2022. било је 8 становника.
Овде протиче Воденичка (Каменичка) река.

## Демографија
У насељу Каменица живи 15 пунолетних становника, а просечна старост становништва износи 63,9 година (64,2 код мушкараца и 63,3 код жена). У насељу је 2002. године било 18 домаћинстава, а просечан број чланова по домаћинству био је 1,67.
Становништво у овом насељу веома је нехомогено (попис 2002.), а у последња три пописа, примећен је пад у броју становника.
|  |

| Демографија | Демографија | Демографија |
| Година      | Становника  | Становника  |
| ----------- | ----------- | ----------- |
| 1948.       | 365         |             |
| 1953.       | 346         |             |
| 1961.       | 263         |             |
| 1971.       | 182         |             |
| 1981.       | 98          |             |
| 1991.       | 61          | 61          |
| 2002.       | 30          | 30          |
| 2011.       | 15          |             |
| 2022.       | 8           |             |

| Година пописа     | 1948. | 1953. | 1961. | 1971. | 1981. | 1991. | 2002. |
| ----------------- | ----- | ----- | ----- | ----- | ----- | ----- | ----- |
| Број домаћинстава | 76    | 84    | 82    | 65    | 43    | 31    | 18    |

| Број чланова      | 1 | 2 | 3 | 4 | 5 | 6 | 7 | 8 | 9 | 10 и више | Просек |
| ----------------- | - | - | - | - | - | - | - | - | - | --------- | ------ |
| Број домаћинстава | 9 | 7 | 1 | 1 | 0 | 0 | 0 | 0 | 0 | 0         | 1,67   |

| Пол    | Укупно | Неожењен/Неудата | Ожењен/Удата | Удовац/Удовица | Разведен/Разведена | Непознато |
| ------ | ------ | ---------------- | ------------ | -------------- | ------------------ | --------- |
| Мушки  | 16     | 5                | 7            | 4              | 0                  | 0         |
| Женски | 14     | 1                | 7            | 6              | 0                  | 0         |
| УКУПНО | 30     | 6                | 14           | 10             | 0                  | 0         |

| Пол    | Укупно                    | Пољопривреда, лов и шумарство | Рибарство                            | Вађење руде и камена | Прерађивачка индустрија       |
| ------ | ------------------------- | ----------------------------- | ------------------------------------ | -------------------- | ----------------------------- |
| Мушки  | 12                        | 12                            | 0                                    | 0                    | 0                             |
| Женски | 7                         | 6                             | 0                                    | 0                    | 0                             |
| УКУПНО | 19                        | 18                            | 0                                    | 0                    | 0                             |
| Пол    | Производња и снабдевање   | Грађевинарство                | Трговина                             | Хотели и ресторани   | Саобраћај, складиштење и везе |
| Мушки  | 0                         | 0                             | 0                                    | 0                    | 0                             |
| Женски | 0                         | 0                             | 0                                    | 0                    | 1                             |
| УКУПНО | 0                         | 0                             | 0                                    | 0                    | 1                             |
| Пол    | Финансијско посредовање   | Некретнине                    | Државна управа и одбрана             | Образовање           | Здравствени и социјални рад   |
| Мушки  | 0                         | 0                             | 0                                    | 0                    | 0                             |
| Женски | 0                         | 0                             | 0                                    | 0                    | 0                             |
| УКУПНО | 0                         | 0                             | 0                                    | 0                    | 0                             |
| Пол    | Остале услужне активности | Приватна домаћинства          | Екстериторијалне организације и тела | Непознато            | Непознато                     |
| Мушки  | 0                         | 0                             | 0                                    | 0                    | 0                             |
| Женски | 0                         | 0                             | 0                                    | 0                    | 0                             |
| УКУПНО | 0                         | 0                             | 0                                    | 0                    | 0                             |

| Етнички састав према попису из 2002.‍ | Етнички састав према попису из 2002.‍ | Етнички састав према попису из 2002.‍ | Етнички састав према попису из 2002.‍ | Етнички састав према попису из 2002.‍ |
| ------------------------------------ | ------------------------------------ | ------------------------------------ | ------------------------------------ | ------------------------------------ |
|                                      |                                      |                                      |                                      |                                      |
| Срби                                 | Срби                                 |                                      | 14                                   | 46,66%                               |
| Бугари                               | Бугари                               |                                      | 12                                   | 40,0%                                |
| Југословени                          | Југословени                          |                                      | 2                                    | 6,66%                                |
| Роми                                 | Роми                                 |                                      | 1                                    | 3,33%                                |

| Етнички састав према попису из 2022.‍ | Етнички састав према попису из 2022.‍ | Етнички састав према попису из 2022.‍ | Етнички састав према попису из 2022.‍ | Етнички састав према попису из 2022.‍ |
| ------------------------------------ | ------------------------------------ | ------------------------------------ | ------------------------------------ | ------------------------------------ |
|                                      |                                      |                                      |                                      |                                      |
| Срби                                 | Срби                                 |                                      | 5                                    | 62,5%                                |
| остали                               | остали                               |                                      | 1                                    | 12,5%                                |
| непознато                            | непознато                            |                                      | 1                                    | 12,5%                                |